# Hòn Trống Mái (Sầm Sơn)
Hòn Trống Mái là một danh thắng thuộc cụm di tích lịch sử văn hóa của núi Trường Lệ, phường Sầm Sơn, tỉnh Thanh Hóa. Tổng quan, Hòn Trống Mái gồm ba tảng đá: một tảng lớn nằm ở dưới, bên trên có hai tảng nhỏ hơn, một có đầu nhọn trông giống hình dáng gà trống, một đối diện, nhỏ hơn có dáng tựa gà mái.
Hòn Trống Mái được Bộ Văn hóa Thông tin (nay là Bộ Văn hóa Thể thao và Du lịch) công nhận là cụm Di tích danh thắng cấp Quốc gia năm 1962.

## Truyền thuyết Hòn Trống Mái
Theo những câu truyện dân gian được kể lại, ở vùng Sầm Thôn, có một chàng trai tên Ngư Phủ, khỏe mạnh lại siêng năng. Vào một buổi chiều, khi thuyền đã cập bến, trời bỗng nổi cơn giông dữ dội, giữa không trung, một cánh cò trắng sức cùng lực kiệt lao xuống vũng Tiên. Thấy vậy, chàng Ngư Phủ mang cò về chăm sóc, từ đó, cò ở lại cùng chàng.
Như mọi khi, chàng Ngư Phủ ra biển quăng chài, cò ở nhà một mình trong lòng rất vui sướng bởi hôm nay, là hết hạn đội lốt cò và được trở về tiên giới. Cò trở thành một người con gái nhan sắc tuyệt trần, nhưng nàng không trở lại thiên đình làm tiên nữ, mà nguyện ở lại trần gian.
Ngư Phủ trở về, ngạc nhiên khi thấy nhà cửa gọn gàng, cơm canh đã ở trên mâm, mà vắng bóng cò như mọi khi. Chàng buồn rầu, bỗng từ trong liếp nàng bước ra e lệ cúi chào, cuộc thiên duyên giữa chàng Ngư Phủ và một tiên nữ đã trở thành hiện thực. Chốn thiên đình, hết hạn phải làm kiếp cò, mà vẫn chưa thấy con gái trở về, hay tin nàng kết hôn với người hạ giới, Ngọc Hoàng nổi trận lôi đình sai người xuống trừng phạt.
Chàng Ngư Phủ hết lời khuyên nhủ nàng trở về trời, nhưng nàng một mực ở lại cùng chàng. Nàng dùng phép, biến vợ chồng thành đôi chim, khi sứ giả bước vào định bắt, thì đôi chim biến thành hai tảng đá. Sau này chúng được gọi là Hòn Trống Mái, biểu tượng cho sự thủy chung, khát khao hạnh phúc và được sống trong tình yêu.